# Blue City – Staden bortom lagen
Blue City – Staden bortom lagen (originaltitel: Blue City) är en amerikansk film från 1986 i regi av Michelle Manning . Manuset är baserat på romanen med samma namn skriven av Ross Macdonald.

## Medverkande (i urval)
- Judd Nelson - Billy Turner
- Ally Sheedy - Annie Rayford
- David Caruso - Joey Rayford
- Paul Winfield - Chief Luther Reynolds
- Scott Wilson  - Perry Kerch
- Anita Morris - Malvina Kerch-Turner
- Luis Contreras - Lieutenant Ortiz
- Julie Carmen - Debbie Torres
- Tommy Lister, Jr. - Tiny
- Willard E. Pugh - Leroy
- Sam Whipple - Jailer